# المنصور الحسن بن بدر الدين
المنصور الحسن بن بدر الدين (ولد في 1199 - توفي في 1271) إمام الدولة الزيدية في اليمن من 1262 إلى 1271.
الحسن بن بدر الدين من نفس عائلة الإمام المعتضد يحيى (توفي في 1239). عندما أصاب الإمام السابق يحيى بن محمد بن السراجي بالعمى من قبل الحاكم الرسولي في صنعاء في 1262 ادعى الحسن الإمامة تحت مسمى المنصور الحسن. سياسيا شهدت هذه السنوات انحسار سيطرة الزيديين وتصاعد مطرد لقوة الرسوليين. اضطر المنصور الحسن للبقاء كثيرا في صعدة المعقل التقليدي للأئمة في أقصى الشمال حتى استولت قوات السلطان الرسولي المظفر يوسف على صعدة في 1264. ومع ذلك أجبر الموقف العدائي من رجال القبائل المحلية والتي لا تزال موالية لأبناء الطائفة الزيدية قوات السلطان إلى الانسحاب. مثل كثير من أئمة الزيدية كان المنصور الحسن كاتب بارز. قيل أنه كتب قصيدة طويلة عن أئمة أهل البيت حتى أيامه مع إضافة تعليق شامل يدعى أنوار اليقين. بعد وفاة الإمام في رغافة عام 1271 سعى السلطان المظفر يوسف مجددا لاحتلال شمال اليمن.